# Gregorio Parra
Gregorio Parra García (Águilas, Murcia, 5 de septiembre de 1946), periodista deportivo español especializado en atletismo.
Entró como becario en 1968 en Radio Nacional de España, antes de pasar a Televisión Española, donde retransmitió las pruebas de atletismo durante 30 años, periodo durante el cual asistió a ocho Juegos Olímpicos, llegando a convertirse en el comentarista más veterano de RTVE. Durante muchos años formó pareja en las narraciones con José Luis González.
Su última retransmisión se produjo el 10 de septiembre de 2006, poco antes de que se incluyese su nombre en un expediente de regulación de empleo llevado a cabo por la televisión pública española.